# Burundische Streitkräfte
Die burundischen Streitkräfte (französisch Force de défense nationale du Burundi, kurz FDNB) ist die staatliche Militärorganisation, die für die Verteidigung Burundis zuständig ist.
Ein Generalstab (État-Major Général) befehligt die Streitkräfte, bestehend aus einem gemeinsamen Stab (État-Major inter-armes), einem Ausbildungsstab (État-Major de la Formation) und einem Logistikstab (État-Major de la Logistique). Es gibt Marine- und Luftfahrtkommandos sowie spezialisierte Einheiten.

## Historischer Abriss 1962–1993
1960 bildete die belgische Kolonialverwaltung in Ruanda-Urundi die Garde Nationale Burundaise. Sie bestand aus 650 Männern, die zu gleichen Teilen aus den ethnischen Gruppen der Hutu und Tutsi rekrutiert wurden (obwohl die Tutsi hauptsächlich aus der Untergruppe der Hema bestanden). Mit der Unabhängigkeit Burundis im Jahr 1962 wurde die Truppe in Armée Nationale Burundaise umbenannt.
Burundi wurde im Juli 1962 unabhängig. Im Oktober 1965 kam es unter der Führung der von Hutu dominierten Polizei zu einem Putschversuch, der aber scheiterte. Die von den Tutsi dominierte Armee, damals unter der Führung des Tutsi-Offiziers Hauptmann Michel Micombero, säuberte die Hutu aus ihren Reihen und führte Vergeltungsangriffe durch, die in einem Vorläufer der burundischen Völkermorde letztlich bis zu 5.000 Menschenleben forderten. Micombero wurde dann Premierminister.
König Mwambutsa IV., der während des Putschversuchs vom Oktober 1965 aus dem Land geflohen war, wurde im Juli 1966 durch einen Putsch abgesetzt, und sein jugendlicher Sohn, Kronprinz Charles Ndizeye, beanspruchte als König Ntare V. den Thron. Später im selben Jahr führte der Premierminister und damalige Hauptmann Michel Micombero im November 1966 einen weiteren Putsch durch, diesmal mit dem Ziel der Absetzung von Ntare, der Abschaffung der Monarchie und der Bildung einer Republik. Seine Einparteienregierung war faktisch eine Militärdiktatur. Als Präsident wurde Micombero ein Verfechter des afrikanischen Sozialismus und erhielt Unterstützung aus China. Er führte ein strenges Regime von Recht und Ordnung ein und unterdrückte den Militarismus der Hutu scharf. Nach dem Putsch von Micombero, durch den die Monarchie abgesetzt wurde, wurde er der erste General in der Geschichte Burundis. Er wurde auch vom Nationalrat der Revolution beauftragt (französisch: Conseil National de la Révolution (CNR)) und zum Generalleutnant ernannt. Micombero seinerseits erhob Thomas Ndabemeye in den Rang eines Generalmajors. Sie waren die einzigen Generäle der Ersten Republik.
In den Jahren 1981 bis 1982 schätzte das International Institute for Strategic Studies (IISS) die Stärke der burundischen Streitkräfte auf 6.000 Mann, mit zwei Infanteriebataillonen, einem Luftlandebataillon, einem Kommandobataillon und einer Panzerwagenkompanie. Dieselbe Schätzung wurde in der Ausgabe 1988–89 wiederholt, nur dass die Stärke auf 5.500 reduziert wurde.

## Der Bürgerkrieg und die Nachwirkungen
Der burundische Bürgerkrieg dauerte von 1993 bis 2005, schätzungsweise 300.000 Menschen wurden getötet. Das Abkommen von Arusha beendete zwölf Jahre Krieg und stoppte jahrzehntelange ethnische Morde. Die Verfassung von 2005 sah eine garantierte Vertretung sowohl für Hutu als auch für Tutsi vor und die Parlamentswahlen von 2005 führten dazu, dass Pierre Nkurunziza von der Hutu FDD-Präsident wurde.
Laut einem Bericht von Child Soldiers International aus dem Jahr 2004 setzte das burundische Militär rekrutierte Kindersoldaten ein. Kinder im Militärdienst waren Militärgerichten unterworfen, die den völkerrechtlichen Standards nicht entsprachen.
Die Streitkräfte haben seit etwa 2007 eine beträchtliche Anzahl von Truppen zur Mission der Afrikanischen Union in Somalia entsandt. Am 1. Februar 2007 verpflichtete sich Burundi zu der Mission und beteiligte sich mit bis zu 1.000 Soldaten. Am 27. März wurde bestätigt, dass 1.700 burundische Einsatzkräfte nach Somalia entsandt werden sollten. Im Jahr 2020 schätzte das IISS, dass dort fünf burundische Bataillone stationiert waren. Außerdem beteiligen sich die burundischen Streitkräfte mit insgesamt 758 Soldaten an den UN-Missionen MINUSCA, MINUSMA und UNISFA.
Zu den Streitkräften der Armee im Jahr 2020 gehörten nach Schätzungen des IISS zwei leicht gepanzerte Bataillone (Geschwader), sieben Infanteriebataillone und unabhängige Kompanien sowie Artillerie-, Pionier- und Luftverteidigungsbataillone. Separat berichtet wurden das 22. Kommando-Bataillon (Gitega) und das 124. Kommando-Bataillon (Bujumbura).
Nach den Unruhen in Burundi standen die Mitarbeiter vor der Wahl, Präsident Pierre Nkurunziza zu unterstützen, gegen den einige als Militärbefehlshaber kämpften, oder sich ihm zu widersetzen. In einem von Reuters am 14. Mai 2015 geführten Interview sagte ein Afrika-Analyst von Verisk Maplecroft, dass die Schritte von Generalmajor Godefroid Niyombare, dem ehemaligen Direktor des Geheimdienstes, „den Mangel an einheitlicher Unterstützung unter seinen Militärchefs bei Nkurunziza stark hervorgehoben“ hätten. „Selbst wenn Niyombare’s Versuch scheitert, kann die politische Glaubwürdigkeit Nkurunzizas irreparabel beschädigt werden.“
Nach dem Putsch und den später umstrittenen Wahlen überlebte der Generalstabschef der Streitkräfte, Generalmajor Niyongabo, ein Attentat am 11. September 2015.

## Ausrüstung
Die burundischen Streitkräfte verfügen über folgende Waffensysteme und Fahrzeuge:

### Infanterie-Kleinwaffen

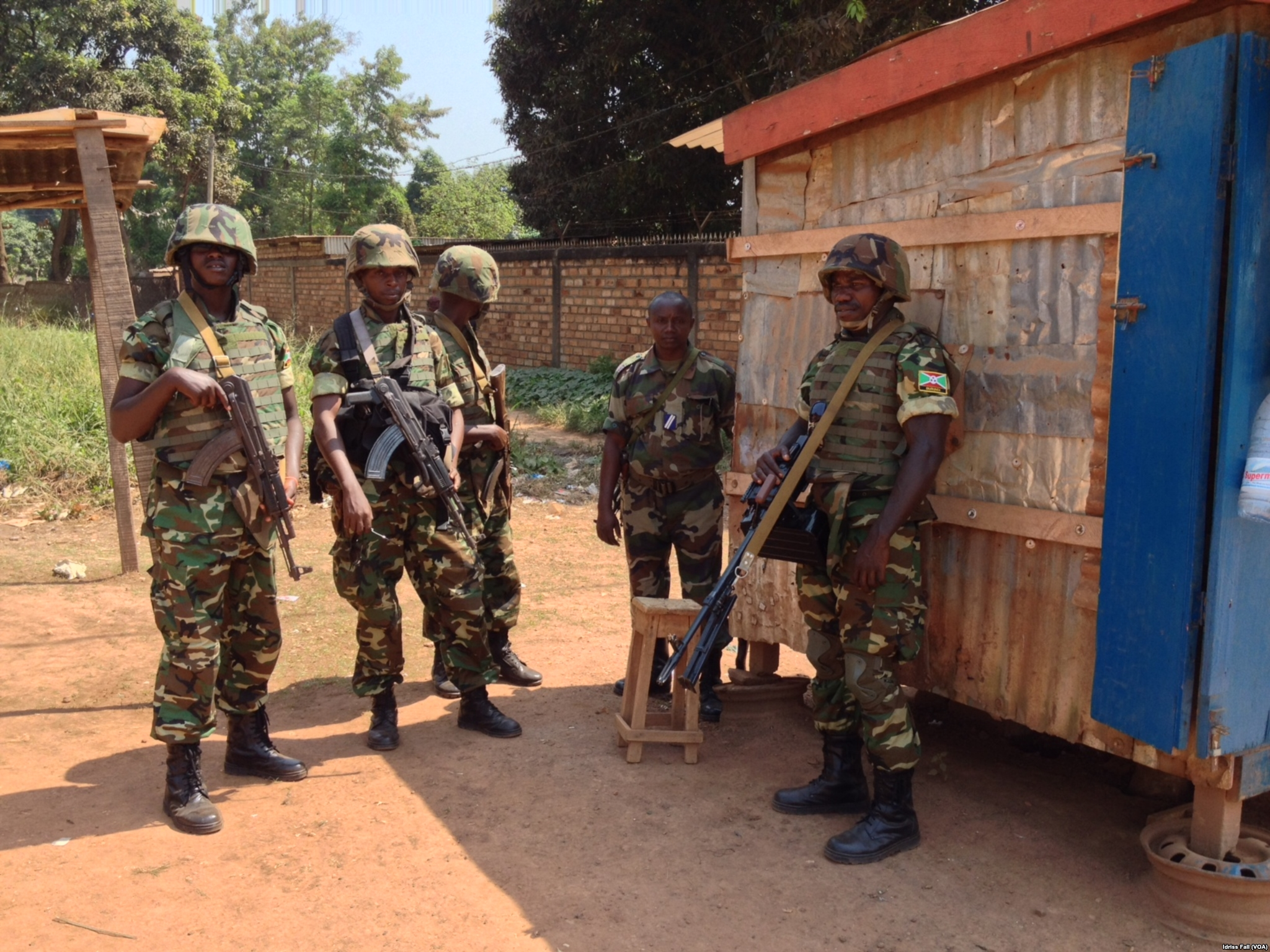
Burundische Truppen der Zentralafrikanischen Multinationalen Truppe in der Zentralafrikanischen Republik

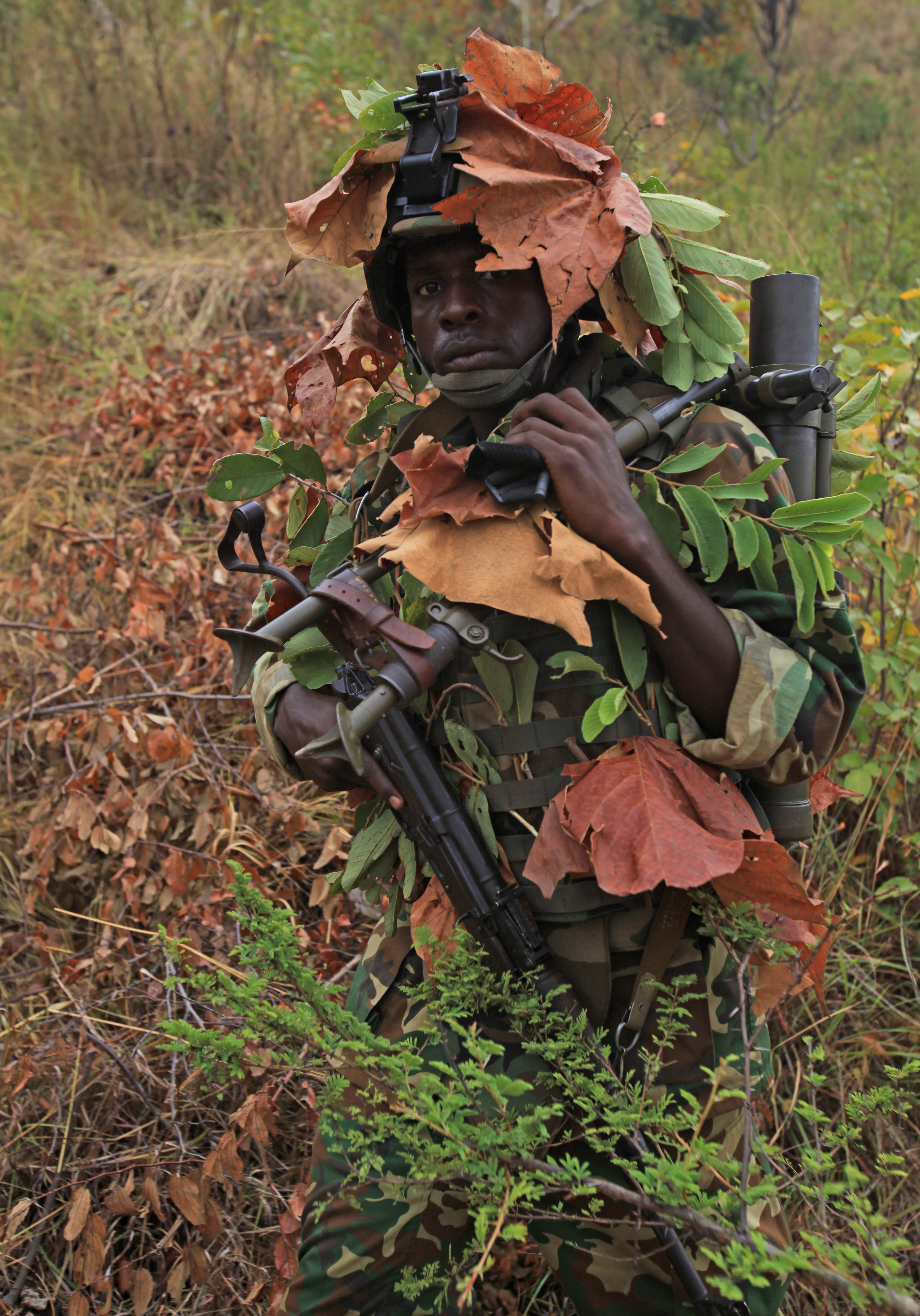
Mörser der 1. Pionierkompanie, Burundis Nationaler Verteidigungstruppe

| Typ          | Herkunft        | Funktion                      |
| ------------ | --------------- | ----------------------------- |
| AKS          | Russland/Andere | Sturmgewehr                   |
| AKM Variant  | Russland/Andere | Sturmgewehr                   |
| RPK          | Russland/Andere | Automatische Waffe der Truppe |
| PKM          | Russland/Andere | Mehrzweck-Maschinengewehr     |
| FN MAG       | Belgien/Andere  | Mehrzweck-Maschinengewehr     |
| Dragunow SWD | Russland        | Scharfschützengewehr          |

### Panzerabwehrwaffen
| Typ               | Herkunft               | Funktion                |
| ----------------- | ---------------------- | ----------------------- |
| Typ 52 (M20)      | Vereinigte Staaten     | Rückstoßfreies Geschütz |
| MILAN (berichtet) | Frankreich Deutschland | Panzerabwehrlenkwaffe   |

### Fahrzeuge
| Typ            | Herkunft                     | Funktion               | Anzahl |
| -------------- | ---------------------------- | ---------------------- | ------ |
| Panhard AML-60 | Frankreich                   | Spähpanzer             | 6      |
| Panhard AML-90 | Frankreich                   | Spähpanzer             | 12     |
| BRDM-2         | Sowjetunion                  | Spähpanzer             | 30     |
| Shorland S-52  | Vereinigtes Königreich       | Spähpanzer             | 7      |
| BTR-40         | Sowjetunion                  | Mannschaftstransporter | 20     |
| BTR-80         | Sowjetunion                  | Mannschaftstransporter | 10     |
| Panhard M3     | Frankreich                   | Mannschaftstransporter | 9      |
| Walid          | Ägypten                      | Mannschaftstransporter | 6      |
| WZ551          | Volksrepublik China          | Mannschaftstransporter | 15     |
| RG-31 Nyala    | Südafrika                    | MRAP                   | 12     |
| RG-33L         | Vereinigte Staaten Südafrika | MRAP                   | 10     |
| Casspir        | Südafrika                    | MRAP                   | 12     |
| Cougar         | Vereinigte Staaten Südafrika | Mehrzweckfahrzeug      | 15     |

### Artillerie
| Typ        | Herkunft    | Kaliber | Funktion      | Anzahl |
| ---------- | ----------- | ------- | ------------- | ------ |
| D-30       | Sowjetunion | 122 mm  | Haubitze      | 18     |
| BM-21 Grad | Sowjetunion | 122 mm  | Raketenwerfer | 12     |
| M-43       | Sowjetunion | 82 mm   | Mörser        | 15     |
|            |             | 120 mm  | Mörser        | ca. 75 |

### Flugabwehr
| Typ           | Herkunft    | Funktion         | Anzahl |
| ------------- | ----------- | ---------------- | ------ |
| 9K32 Strela-2 | Sowjetunion | MANPADS          |        |
| ZPU-4         | Sowjetunion | Maschinengewehr  | 15     |
| SU-23         | Sowjetunion | Flugabwehrkanone | 135+   |
| M-1939        | Sowjetunion | Flugabwehrkanone | 135+   |

### Flugzeugbestand
Die Lufteinheit der burundischen Armee betreibt fünfzehn Flugzeuge und acht Hubschrauber.
| Typ                  | Herkunft           | Funktion               | Version      | Im Dienst | Notizen                 |
| Flugzeuge            | Flugzeuge          | Flugzeuge              | Flugzeuge    | Flugzeuge | Flugzeuge               |
| -------------------- | ------------------ | ---------------------- | ------------ | --------- | ----------------------- |
| Diamond DA42         | Österreich         | Aufklärungsflugzeug    | DA42M        | 1         | berichtet               |
| Air Tractor AT-802   | Vereinigte Staaten | Transportflugzeug      |              | 1         |                         |
| Beechcraft King Air  | Vereinigte Staaten | Transportflugzeug      | King Air 200 | 2         |                         |
| CASA CN-235          | Spanien Indonesien | Transportflugzeug      | CN-235-220   | 1         |                         |
| Piper PA-34          | Vereinigte Staaten | Transportflugzeug      |              | 1         |                         |
| Tetras               | Frankreich         | Transportflugzeug      |              | 3         |                         |
| Boeing 727           | Vereinigte Staaten | Geschäftsreiseflugzeug |              | 1         |                         |
| EMB-314 Super Tucano | Brasilien          | Schulflugzeug          |              | 3         | Können bewaffnet werden |
| Aermacchi SF-260     | Italien            | Schulflugzeug          | SF-260WL     | 2         | Können bewaffnet werden |
| Hubschrauber         |                    |                        |              |           |                         |
| Mil Mi-24            | Sowjetunion        | Kampfhubschrauber      | Mi-35        | 2         |                         |
| Mil Mi-8             | Sowjetunion        | Mehrzweckhubschrauber  | Mi-8 Mi-17H  | 1 2       |                         |
| AgustaWestland AW139 | Italien            | Mehrzweckhubschrauber  |              | 1         |                         |
| H125 Écureuil        | Frankreich         | Mehrzweckhubschrauber  |              | 1         |                         |
| Bell UH-1            | Vereinigte Staaten | Mehrzweckhubschrauber  | UH-1H        | 1         |                         |

Ehemalige Luftfahrzeuge: Aérospatiale SA 342; Cessna 150; Douglas DC-3